# Dirk Kuijt
Dirk Kuijt (phát âm tiếng Hà Lan: [ˈdɪrk ˈkœyt] ⓘ, phát âm gần như "Kao't") hay cũng được viết là Dirk Kuyt ở bên ngoài Hà Lan. Sinh ngày 22 tháng 7 năm 1980 tại Katwijk aan Zee, Hà Lan. Anh là một cựu cầu thủ bóng đá và được hâm mộ bởi lối chơi năng nổ và chơi đồng đội tốt. Vị trí sở trường của anh là tiền đạo. Tuy nhiên khi mới bắt đầu sự nghiệp và tại đội tuyển quốc gia Hà Lan thì anh thường chơi như một cầu thủ chạy cánh.
Kuyt là một cầu thủ có thể lực rất tốt, trong giai đoạn từ 1999 đến 2006, anh ra sân 233 lần và chỉ nghỉ đá có 5 trận. Đặc biệt, từ tháng 3 năm 2001 (khi đang chơi cho FC Utrecht) đến tháng 4 năm 2006 (trong màu áo Feyenoord Rotterdam) anh chơi liên tục 179 trận không nghỉ.
Anh rời Feyenoord sau 3 năm, ghi 71 bàn ở giải vô địch quốc gia trong 101 lần ra sân, và gia nhập câu lạc bộ Liverpool ở giải Premier League với giá 10 triệu bảng. Anh có trận ra mắt vào cuối năm 2006 và ngay lập tức trở thành nhân tố quan trọng trong đội hình. Anh ghi bàn đầu tiên ở cúp C1 trong trận chung kết vào năm 2007 nhưng đội bóng lại thua trước AC Milan.
Anh có trận ra mắt trong màu áo đội tuyển quốc gia vào năm 2004 và đã cùng đội tuyển Hà Lan tham dự năm giải đấu, World Cup 2006, Euro 2008, World Cup 2010, Euro 2012 và World Cup 2014.
Ngày 19 tháng 5 năm 2017, Dirk Kuyt chính thức giã từ sự nghiệp thi đấu quốc tế sau 19 năm thi đấu chuyên nghiệp, sau khi cùng Feyenoord giành chức vô địch Eredivisie 2016-17.

## Tiểu sử
Kuyt là con thứ ba trong gia đình có bốn người con. Anh sinh ra và lớn lên tại ngôi làng chài nhỏ Katwijk aan Zee (Katwijk bên bờ biển), bố anh là một ngư dân.
Sự nghiệp cầu thủ của anh bắt đầu khi anh gia nhập đội bóng nghiệp dư Quick Boys ở địa phương lúc anh 5 tuổi. Anh được lên đá ở đội hình chính tháng 3 năm 1998 và chơi 6 trận cuối của mùa giải năm đó. Ngay lập tức anh lọt vào tầm ngắm của đội bóng FC Utrecht ở Giải vô địch bóng đá Hà Lan (Eredivisie).

### Utrecht
Kuyt ký hợp đồng chuyên nghiệp với đội bóng Utrecht mùa hè năm đó khi anh 18 tuổi và ngay lập tức anh được đá ở đội hình chính. Tuy vậy anh thường xuyên đá ở vị trí là một cầu thủ chạy cánh, bởi tại Utrecht lúc đó cầu thủ người Mongtenegro là Igor Gluščević được ưu tiên lựa chọn là tiền đạo cắm.
Điều này được thay đổi vào mùa giải 2002-2003 khi Foeke Booy lên làm Huấn luyện viên của Utrecht. Booy đã đưa Kuyt lên chơi vị trí tiền đạo trong suốt mùa giải đó và Kuyt trả ơn ông bằng 20 bàn thắng tại giải vô địch quốc gia. Năm đó Utrecht cũng đã lọt vào đến trận chung kết của Cúp bóng đá Hà Lan và gặp đội Feyenoord Rotterdam. Mặc dù bị đánh giá là yếu hơn nhưng Utrecht đã giành chiến thắng 4-1, Kuyt đã ghi một bàn thắng và được chọn là cầu thủ hay nhất trận đấu đó. Cuối mùa giải đó, Kuyt chuyển sang thi đấu cho Feyenoord với giá chuyển nhượng là 1 triệu Euro và thay thế vị trí của Pierre Van Hooijdonk vừa chuyển đi.

### Feyenoord
Tại Feyenoord, Kuyt nhanh chóng trở thành một cầu thủ được các cổ động viên yêu thích bởi thành tích liên tiếp ghi bàn của anh. Mùa giải đầu tiên chơi cho Feyenoord, anh tiếp tục có 20 bàn thắng tại giải vô địch quốc gia. Trong trận đấu mở màn của mùa giải 2004-2005 gặp De Graafschap, Kuyt đã ghi được hat-trick đầu tiên trong sự nghiệp cầu thủ của mình. Sau đó anh còn ghi được 3 bàn thắng trong trận thắng 6-3 trước ADO Den Haag, cuối mùa giải đó anh trở thành vua phá lưới Giải vô địch bóng đá Hà Lan với 29 bàn thắng - kỷ lục trong sự nghiệp của anh tính đến thời điểm hiện tại.
Trong mùa hè 2005 đã có những liên hệ chuyển nhượng giữa anh với Tottenham Hotspur và Liverpool nhưng không có cuộc chuyển nhượng nào thành hiện thực. Thay vì vậy anh được trao chức đội trưởng của Feyenoord và tiếp tục có mùa giải thứ ba thành công cùng đội bóng, anh ghi được 25 bàn thắng trong tất cả các giải thi đấu mùa này.
Đến mùa hè 2006, lại có những tin đồn về việc Kuyt chuyển đến những đội bóng hàng đầu của nước Anh, nổi bật nhất là Liverpool và Newcastle United. Báo chí tiếp tục đưa nhiều thông tin xung quanh việc chuyển nhượng của Kuyt cho đến khi anh hoàn tất thủ tục chuyển sang chơi cho Liverpool ngày 18 tháng 8. Chi phí chuyển nhượng khi đó không được tiết lộ nhưng các tin đồn cho rằng chi phí này nằm trong khoảng 9 triệu Bảng Anh.

### Liverpool
Sau khi gia nhập Liverpool, Kuyt phát biểu "Tôi chỉ muốn rời Feyenoord để tới một đội bóng thật sự lớn, và đó là Liverpool. Họ là một đội bóng tuyệt vời và sẽ thật tuyệt khi được chơi ở đây."
Sau khi ngồi ngoài trong trận đầu tiên Kuyt có lần ra mắt sau khi vào sân từ ghế dự bị trong trận gặp West Ham United vào ngày 26 tháng 8 năm 2006. Lần đầu tiên anh ra sân từ đầu là ở cúp C1 trong trận gặp PSV và trở thành sự lựa chọn số một trong đa số các trận đấu kể từ đó. Anh ngay lập tức trở thành hung thần với các hậu vệ. Trong lần ra sân thứ ba vào ngày 20 tháng 9 năm 2006, Kuyt ghi bàn đầu tiên trong trận gặp Newcasle United ở Premier League tại Anfield, và còn một bàn nữa trong trận tiếp theo gặp Tottenham Hotspur. Anh ghi bàn thứ ba khi có cả cha anh cũng đến xem ở Anfield, đóng góp vào chiến thắng 3-1 trước Aston Villa. Hai tuần sau anh lập cú đúp khi là người duy nhất của Lữ đoàn đỏ ghi bàn trong trận thắng 2-0 trước Reading.
Một trong những lý do khiến anh sớm được quý mến đó là thái độ tốt của anh với các fan. Sau mỗi trận đấu anh thường tới các góc sân và vẫy tay chào các khán giả.

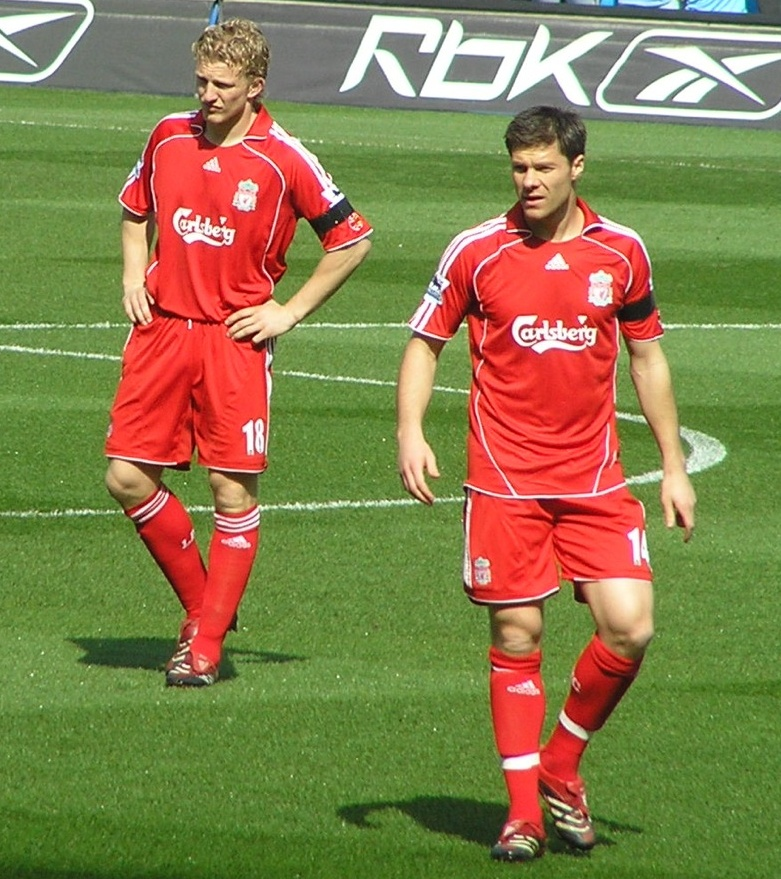
Kuyt (trái) cùng người đồng đội cũ Xabi Alonso ở Liverpool

Vào ngày 20 tháng 1 năm 2007, Dirk Kuyt ghi bàn mở tỉ số trong trận gặp Chelsea chỉ 4 phút sau khi trận đấu bắt đầu. Liverpool sau đó thắng 2-0. Đó là lần đầu tiên Rafael Benitez thắng José Mourinho ở Premier League. Đó cũng là bàn thắng đầu tiên Liverpool ghi vào lưới các đội bóng thuộc nhóm tứ đại gia ở mùa giải 2006-07.
Kuyt tham gia vào loạt đấu penalty trong trận bán kết cúp C1 gặp Chelsea ở mùa giải 2006-07. Ở hiệp phụ đầu tiên anh có một bàn thắng không được công nhận do lỗi việt vị sau khi băng vào đá bồi từ cú sút của Xabi Alonso. Kuyt cũng ghi một bàn trong loạt đấu penalty, và ghi bàn danh dự trong trận thua 2-1 trước AC Milan ở chung kết.
Anh có được bàn thắng đầu tiên ở mùa giải 2007-08 trong chiến thắng 4-0 trước Toulouse ở vòng loại thứ ba cúp C1 ở Anfield vào ngày 28 tháng 8 năm 2007.
Kuyt ghi 2 bàn từ chấm penalty trong trận derby Merseyside thắng Everton 2-1.
Mặc dù có được sự khởi đầu đầy triển vọng ở mùa giải đầu tiên và giai đoạn đầu ở mùa giải thứ 2, Kuyt thi đấu không tốt và không ghi được bàn nào trong liền 13 trận của Liverpool, trước khi ghi bàn vào lưới Barnsley ở vòng 5 cúp FA.
Tuy nhiên vào ngày 19 tháng 2 năm 2008, Kuyt ghi bàn đầu tiên trong trận đấu ở lượt đi vòng 1/16 cúp C1 2007-08 trước Inter Milan. Trận đấu kết thúc với tỉ số 2-0 trong một đêm tuyệt vời và Steven Gerrard ghi bàn thứ 2.
Đầu năm 2008, Kuyt bắt đầu được đẩy sang chơi ở vị trí tiền vệ phải và kiến tạo hai lần để Fernando Torres ghi bàn trong trận gặp West Ham United vào tháng 3. Anh sau đó đã tìm lại được phong độ và giữ vững vị trí trong đội một sau những màn trình diễn thuyết phục. Vào ngày 2 tháng 4 năm 2008, Kuyt ghi một bàn thắng trong trận gặp Arsenal ở sân vận động Emirates.

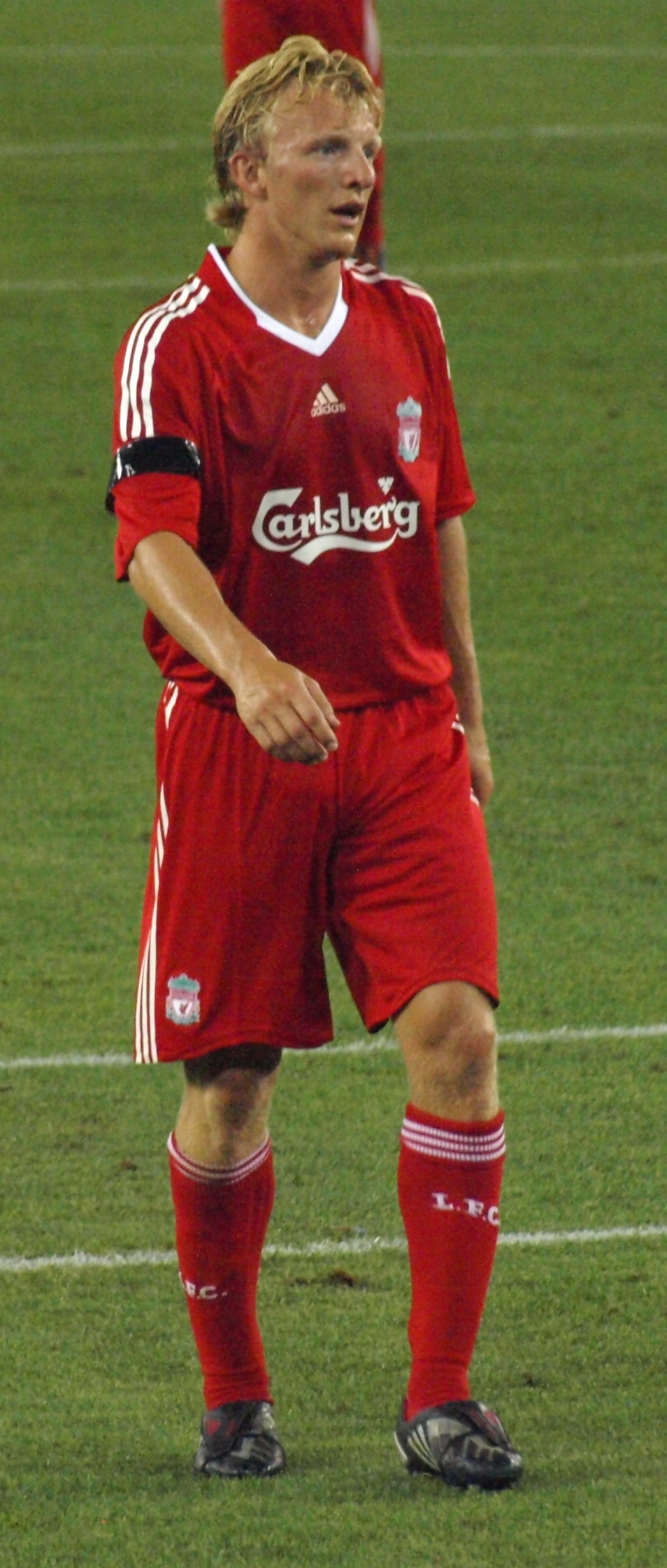
Dirk kuyt

Vào ngày 22 tháng 4 năm 2008, trong trận lượt đi bán kết cúp C1 gặp Chelsea ở sân Anfield, Kuyt ghi bàn mở tỉ số ngay trước khi hết hiệp một sau khi tận dụng triệt để sai lầm của Claude Makélélé rồi dứt điểm tung lưới Petr Čech. Tuy nhiên, Liverpool bị hoà trận đó sau khi John Arne Riise phản lưới nhà vào những phút cuối. Trong trận lượt về ở Stamford Bridge, Chelsea thắng và được vào trận chung kết.
Dirk Kuyt ghi một bàn thắng muộn vào những phút cuối cùng trong trận gặp Standard Liège ở cúp C1 2008-09 và đưa Liverpool vào vòng bảng. Trong trận tiếp đó, trận thăng 2-1 trước Manchester United ở giải ngoại hạng Anh, anh tạo cơ hội để đồng hương Ryan Babel ghi bàn.
Kuyt được gán cho cái biệt danh "Cầu thủ của những trận đấu lớn". Nhờ đó, người ta muốn Kuyt ghi bàn trong những khoảnh khắc quyết định của những trận đấu quan trọng, chẳng hạn như ở phút cuối trong trận gặp Standard Liege hay ở phút bù giờ trong trận gặp Manchester City vào ngày 5 tháng 10 năm 2008. Anh tiếp tục gây ấn tượng với việc ghi 2 bàn trong chiến thắng 3-2 trước Wigan Athletic vào ngày 18 tháng 10 năm 2009, khi mà anh chơi ở vị trí tiền đạo ban đầu thay vì tiền vệ phải do Liverpool thiếu vắng Fernando Torres.
Mùa giải 2008-09 chứng kiến mùa giải thành công nhất của Kuyt cho đội bóng với 15 bàn thắng.\
Kuyt đã có được một khởi đầu xán lạn ở mùa giải 2009-10 cho Liverpool với việc ghi bàn trong các trận gặp Stoke City và Burnley với cùng tỉ số 4-0. Anh cũng ghi bàn duy nhất trong trận thắng 1-0 trước Debreceni. Bàn thắng đó giúp anh đứng thứ 3 trong danh sách các cầu thủ ghi nhiều bàn nhất cho đội bóng ở cúp châu Âu, sau Ian Rush và Steven Gerrard. Đó là bàn thắng thứ 12 của anh cho câu lạc bộ ở đấu trường châu Âu.

### Trở lại Feyenoord
Sau khi cùng Feyenoord vô địch Eredivisie 2016-17, Dirk Kuyt chính thức kết thúc sự nghiệp thi đấu quốc tế sau 19 năm gắn bó với trái bóng tròn.

### Sự nghiệp quốc tế

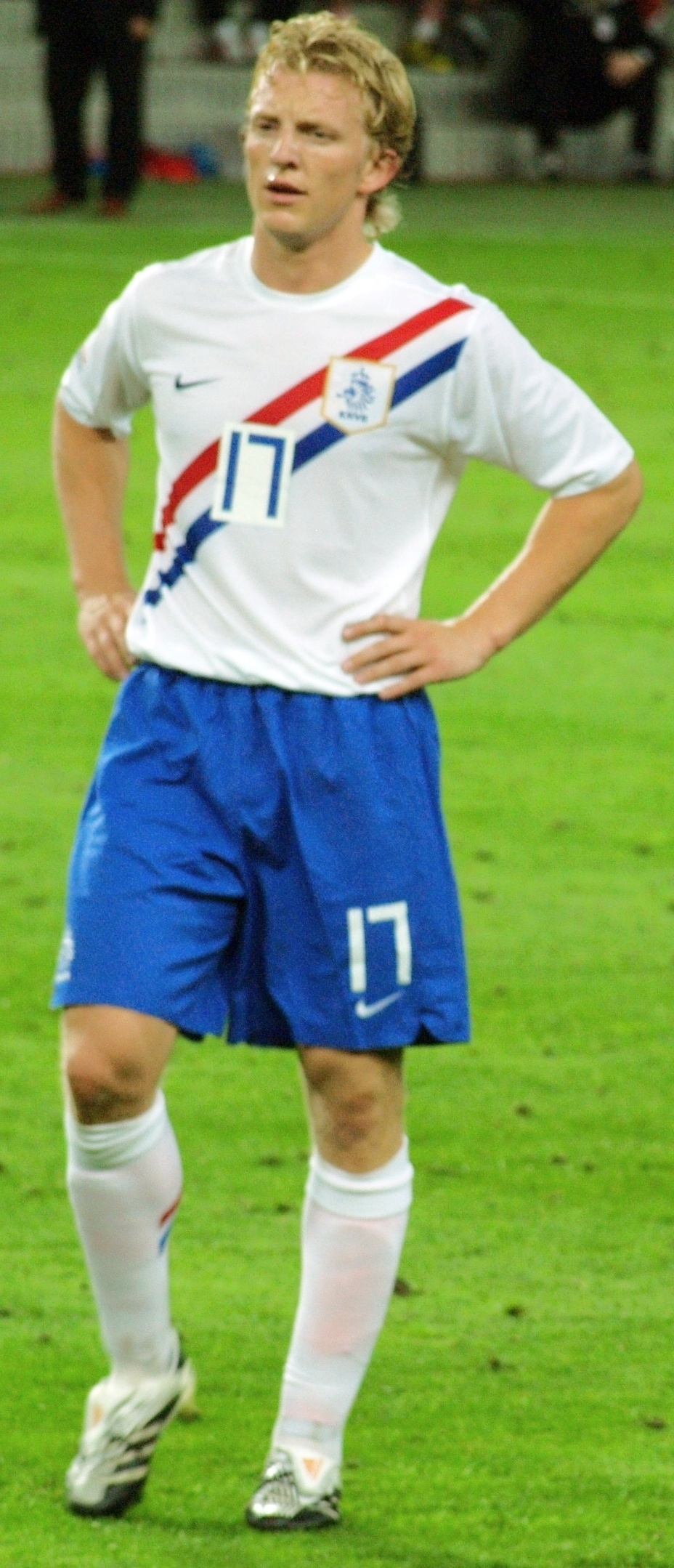
Kuyt và đội tuyển Hà Lan

Khi Marco van Basten lên làm huấn luyện viên trưởng đội tuyển quốc gia Hà Lan, ông đã loại bỏ nhiều cầu thủ có danh tiếng trước đó như Patrick Kluivert  và Roy Makaay. Kuyt được hưởng lợi từ việc này và anh được khoác áo đội tuyển quốc gia Hà Lan lần đầu tiên trong trận gặp Liechtenstein vào tháng 9 năm 2004. Sau đó, anh thường xuyên được đá chính cho đội tuyển Hà Lan, anh ra sân ở đội hình xuất phát trong 11 trận đấu trên tổng số 12 trận ở vòng loại World Cup 2006.
Tại vòng Chung kết World Cup 2006, Kuyt lại không được trọng dụng và thường phải ngồi ghế dự bị. Mặc dù được vào sân thay người ở phút thứ 69 trong trận đầu tiên gặp Serbia và Montenegro nhưng trận thứ hai anh không được vào sân một phút nào. Đến trận thứ ba thì Hà Lan đã đủ điểm để lọt vào vòng trong nên Van Basten quyết định cho nhiều cầu thủ trong đội hình chính nghỉ ngơi và Kuyt được vào sân ngay từ đầu trong vai trò cầu thủ chạy cánh phải.

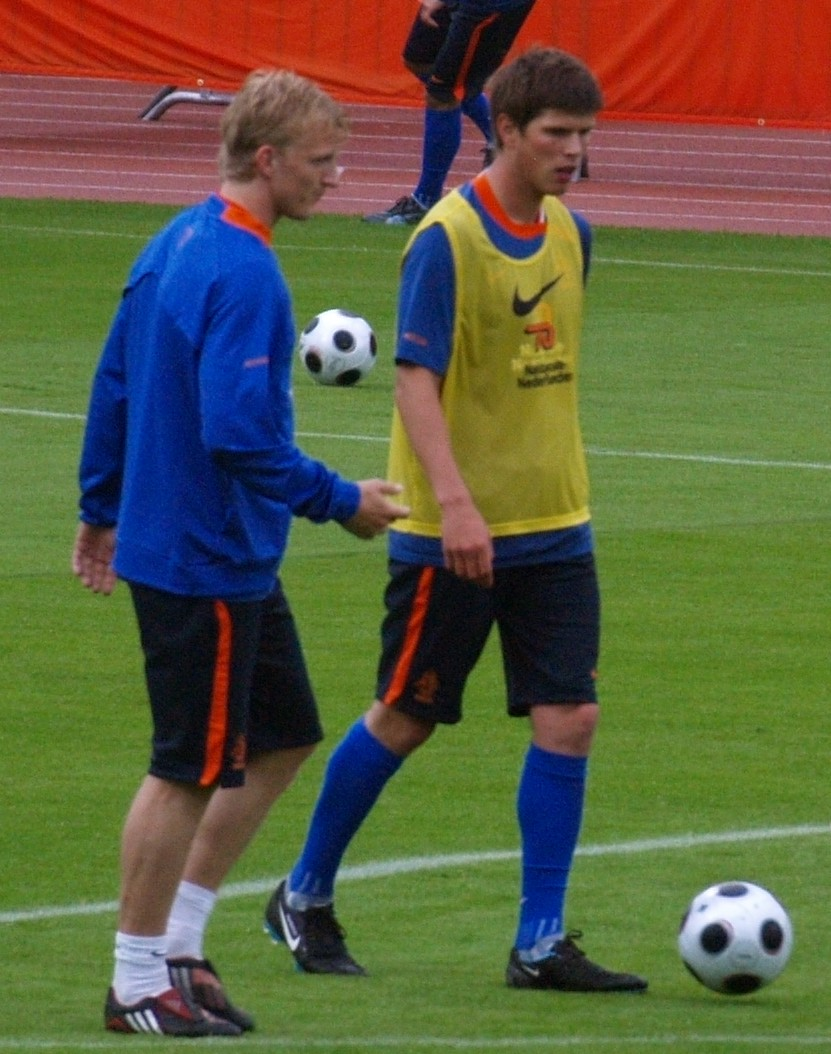
Kuyt (trái) cùng Klaas-Jan Huntelaar trong một buổi tập ở Euro 2008.

Tại trận đấu tại vòng 16 đội, Hà Lan gặp Bồ Đào Nha, Kuyt bất ngờ được vào sân ngay từ đầu thay thế tiền đạo ngôi sao Ruud van Nistelrooy. Tuy nhiên Kuyt đã không thể hiện được nhiều và đội tuyển Hà Lan đã thất bại 0-1 trong trận đấu nổi tiếng với số lượng thẻ phạt kỷ lục (4 thẻ đỏ và 16 thẻ vàng) .

### Cuộc sống đời tư
Gertrude, vợ của Kuyt, được yêu mến tại Hà Lan bởi tính tình không khoa trương của chị. Sau khi kết hôn với Kuyt, chị tiếp tục công việc của một y tá tại một trại dưỡng lão cho đến khi sinh con gái đầu lòng, Noelle. Hiện nay chị đang điều hành một tổ chức từ thiện do chị và Kuyt cùng sáng lập nhằm giúp đỡ các trẻ em bị khuyết tật ở Hà Lan và các nước kém phát triển. Hai vợ chồng đã có đứa con thứ hai, một bé trai tên là Roan sinh ngày 11 tháng 4 năm 2007. Cha của Kuyt đã mất vì bệnh ung thư ngày 29 tháng 6 năm 2007.

## Số liệu thống kê
Tính đến 14 tháng 5 năm 2017.
| CLB                 | CLB                 | CLB                 | Giải đấu   | Giải đấu   | Cúp quốc gia | Cúp quốc gia | Cúp liên đoàn     | Cúp liên đoàn     | Châu Âu | Châu Âu   | Khác   | Khác      | Tổng cộng | Tổng cộng | Tổng cộng |
| Mùa giải            | CLB                 | Giải đấu            | Ra sân     | Bàn thắng  | Ra sân       | Bàn thắng    | Ra sân            | Bàn thắng         | Ra sân  | Bàn thắng | Ra sân | Bàn thắng | Ra sân    | Bàn thắng |           |
| Hà Lan              | Hà Lan              | Hà Lan              | Eredivisie | Eredivisie | KNVB Cup     | KNVB Cup     | —                 | —                 | Châu Âu | Châu Âu   | Khác   | Khác      | Tổng cộng | Tổng cộng |           |
| ------------------- | ------------------- | ------------------- | ---------- | ---------- | ------------ | ------------ | ----------------- | ----------------- | ------- | --------- | ------ | --------- | --------- | --------- | --------- |
| 1998–99             | FC Utrecht          | Eredivisie          | 28         | 5          | 2            | 1            | —                 | —                 | 0       | 0         | —      | —         | 30        | 6         |           |
| 1999–2000           | FC Utrecht          | Eredivisie          | 32         | 6          | 4            | 4            | —                 | —                 | 0       | 0         | —      | —         | 36        | 10        |           |
| 2000–01             | FC Utrecht          | Eredivisie          | 32         | 13         | 5            | 3            | —                 | —                 | 0       | 0         | —      | —         | 37        | 16        |           |
| 2001–02             | FC Utrecht          | Eredivisie          | 34         | 7          | 3            | 3            | —                 | —                 | 4       | 1         | —      | —         | 41        | 11        |           |
| 2002–03             | FC Utrecht          | Eredivisie          | 34         | 20         | 4            | 2            | —                 | —                 | 2       | 1         | —      | —         | 40        | 23        |           |
| 2003–04             | Feyenoord           | Eredivisie          | 34         | 20         | 2            | 1            | —                 | —                 | 4       | 1         | —      | —         | 40        | 22        |           |
| 2004–05             | Feyenoord           | Eredivisie          | 34         | 29         | 3            | 4            | —                 | —                 | 7       | 3         | —      | —         | 44        | 36        |           |
| 2005–06             | Feyenoord           | Eredivisie          | 33         | 22         | 1            | 0            | —                 | —                 | 2       | 1         | 2      | 2         | 38        | 25        |           |
| Anh                 | Anh                 | Anh                 | League     | League     | FA Cup       | FA Cup       | League Cup        | League Cup        | Châu Âu | Châu Âu   | Khác   | Khác      | Tổng cộng | Tổng cộng |           |
| 2006–07             | Liverpool           | Premier League      | 34         | 12         | 1            | 1            | 2                 | 0                 | 11      | 1         | —      | —         | 48        | 14        |           |
| 2007–08             | Liverpool           | Premier League      | 32         | 3          | 4            | 1            | 0                 | 0                 | 12      | 7         | —      | —         | 48        | 11        |           |
| 2008–09             | Liverpool           | Premier League      | 38         | 12         | 2            | 0            | 0                 | 0                 | 11      | 3         | —      | —         | 51        | 15        |           |
| 2009–10             | Liverpool           | Premier League      | 37         | 9          | 2            | 0            | 1                 | 0                 | 13      | 2         | —      | —         | 53        | 11        |           |
| 2010–11             | Liverpool           | Premier League      | 33         | 13         | 1            | 0            | 0                 | 0                 | 7       | 2         | —      | —         | 41        | 15        |           |
| 2011–12             | Liverpool           | Premier League      | 34         | 2          | 6            | 1            | 5                 | 2                 | —       | —         | —      | —         | 45        | 5         |           |
| Thổ Nhĩ Kỳ          | Thổ Nhĩ Kỳ          | Thổ Nhĩ Kỳ          | Süper Lig  | Süper Lig  | Turkish Cup  | Turkish Cup  | Turkish Super Cup | Turkish Super Cup | Châu Âu | Châu Âu   | Khác   | Khác      | Tổng cộng | Tổng cộng |           |
| 2012–13             | Fenerbahçe          | Süper Lig           | 31         | 8          | 7            | 1            | 1                 | 1                 | 17      | 7         | —      | —         | 56        | 17        |           |
| 2013–14             | Fenerbahçe          | Süper Lig           | 32         | 10         | 0            | 0            | 1                 | 0                 | 4       | 0         | —      | —         | 37        | 10        |           |
| 2014–15             | Fenerbahçe          | Süper Lig           | 32         | 8          | 2            | 2            | 1                 | 0                 | —       | —         | —      | —         | 35        | 10        |           |
| Hà Lan              | Hà Lan              | Hà Lan              | Eredivisie | Eredivisie | KNVB Cup     | KNVB Cup     | —                 | —                 | Châu Âu | Châu Âu   | Khác   | Khác      | Tổng cộng | Tổng cộng |           |
| 2015–16             | Feyenoord           | Eredivisie          | 32         | 19         | 6            | 4            | —                 | —                 | —       | —         | —      | —         | 38        | 23        |           |
| 2016–17             | Feyenoord           | Eredivisie          | 30         | 12         | 2            | 3            | —                 | —                 | 5       | 0         | 1      | 0         | 38        | 15        |           |
| Tổng cộng           | Hà Lan              | Hà Lan              | 323        | 153        | 32           | 25           | —                 | —                 | 24      | 7         | 3      | 2         | 382       | 187       |           |
| Tổng cộng           | Anh                 | Anh                 | 208        | 51         | 16           | 3            | 8                 | 2                 | 54      | 15        | —      | —         | 286       | 71        |           |
| Tổng cộng           | Thổ Nhĩ Kỳ          | Thổ Nhĩ Kỳ          | 95         | 26         | 9            | 3            | 3                 | 1                 | 21      | 7         | —      | —         | 128       | 37        |           |
| Tổng cộng sự nghiệp | Tổng cộng sự nghiệp | Tổng cộng sự nghiệp | 626        | 230        | 59           | 31           | 11                | 3                 | 99      | 29        | 3      | 2         | 798       | 295       |           |

* Khác – Vòng play-off

### Thi đấu quốc tế
| Năm       | Trận | Bàn |
| 2004      | 5    | 1   |
| 2005      | 10   | 2   |
| 2006      | 12   | 2   |
| 2007      | 8    | 1   |
| 2008      | 13   | 3   |
| 2009      | 11   | 4   |
| 2010      | 14   | 4   |
| 2011      | 11   | 7   |
| 2012      | 8    | 0   |
| 2013      | 6    | 0   |
| 2014      | 6    | 0   |
| Tổng cộng | 104  | 24  |

#### Bàn thắng quốc tế
| #   | Ngày                 | Địa điểm                                         | Đối thủ       | Bàn thắng | Kết quả | Giải đấu                 |
| --- | -------------------- | ------------------------------------------------ | ------------- | --------- | ------- | ------------------------ |
| 1.  | 9 tháng 10 năm 2004  | Sân vận động Thành phố Skopje, Skopje, Macedonia | Bắc Macedonia | 2–1       | 2–2     | Vòng loại World Cup 2006 |
| 2.  | 4 tháng 6 năm 2005   | De Kuip, Rotterdam, Hà Lan                       | România       | 2–0       | 2–0     | Vòng loại World Cup 2006 |
| 3.  | 8 tháng 6 năm 2005   | Sân vận động Olympic, Helsinki, Phần Lan         | Phần Lan      | 0–2       | 0–4     | Vòng loại World Cup 2006 |
| 4.  | 1 tháng 3 năm 2006   | Amsterdam ArenA, Amsterdam, Hà Lan               | Ecuador       | 1–0       | 1–0     | Giao hữu                 |
| 5.  | 6 tháng 9 năm 2006   | Sân vận động Philips, Eindhoven, Hà Lan          | Belarus       | 3–0       | 3–0     | Vòng loại Euro 2008      |
| 6.  | 22 tháng 8 năm 2007  | Sân vận động Genève, Genève, Thụy Sĩ             | Thụy Sĩ       | 2–1       | 2–1     | Giao hữu                 |
| 7.  | 24 tháng 5 năm 2008  | De Kuip, Rotterdam, Hà Lan                       | Ukraina       | 1–0       | 3–0     | Giao hữu                 |
| 8.  | 13 tháng 6 năm 2008  | Stade de Suisse, Bern, Thụy Sĩ                   | Pháp          | 1–0       | 4–1     | Euro 2008                |
| 9.  | 19 tháng 11 năm 2008 | Amsterdam ArenA, Amsterdam, Hà Lan               | Thụy Điển     | 3–1       | 3–1     | Giao hữu                 |
| 10. | 28 tháng 3 năm 2009  | Amsterdam ArenA, Amsterdam, Hà Lan               | Scotland      | 3–0       | 3–0     | Vòng loại World Cup 2010 |
| 11. | 1 tháng 4 năm 2009   | Amsterdam ArenA, Amsterdam, Hà Lan               | Bắc Macedonia | 1–0       | 4–0     | Vòng loại World Cup 2010 |
| 12. | 1 tháng 4 năm 2009   | Amsterdam ArenA, Amsterdam, Hà Lan               | Bắc Macedonia | 3–0       | 4–0     | Vòng loại World Cup 2010 |
| 13. | 12 tháng 8 năm 2009  | Amsterdam ArenA, Amsterdam, Hà Lan               | Anh           | 1–0       | 2–2     | Giao hữu                 |
| 14. | 3 tháng 3 năm 2010   | Amsterdam ArenA, Amsterdam, Hà Lan               | Hoa Kỳ        | 1–0       | 2–1     | Giao hữu                 |
| 15. | 1 tháng 6 năm 2010   | De Kuip, Rotterdam, Hà Lan                       | Ghana         | 1–0       | 4–1     | Giao hữu                 |
| 16. | 14 tháng 6 năm 2010  | Soccer City, Johannesburg, Nam Phi               | Đan Mạch      | 2–0       | 2–0     | World Cup 2010           |
| 17. | 3 tháng 9 năm 2010   | Sân vận động Olimpico, Serravalle, San Marino    | San Marino    | 0–1       | 0–5     | Vòng loại Euro 2012      |
| 18. | 9 tháng 2 năm 2011   | Philips Stadion, Eindhoven, Hà Lan               | Áo            | 3–0       | 3–1     | Giao hữu                 |
| 19. | 25 tháng 3 năm 2011  | Sân vận động Ferenc Puskás, Budapest, Hungary    | Hungary       | 0–3       | 0–4     | Vòng loại Euro 2012      |
| 20. | 29 tháng 3 năm 2011  | Amsterdam ArenA, Amsterdam, Hà Lan               | Hungary       | 4–3       | 5–3     | Vòng loại Euro 2012      |
| 21. | 29 tháng 3 năm 2011  | Amsterdam ArenA, Amsterdam, Hà Lan               | Hungary       | 5–3       | 5–3     | Vòng loại Euro 2012      |
| 22. | 8 tháng 6 năm 2011   | Sân vận động Centenario, Montevideo, Uruguay     | Uruguay       | 1–1       | 1–1     | Giao hữu                 |
| 23. | 2 tháng 9 năm 2011   | Sân vận động Philips, Eindhoven, Hà Lan          | San Marino    | 4–0       | 11–0    | Vòng loại Euro 2012      |
| 24. | 11 tháng 10 năm 2011 | Sân vận động Råsunda, Stockholm, Thụy Điển       | Thụy Điển     | 1–2       | 3–2     | Vòng loại Euro 2012      |

## Thành tích
FC Utrecht
- Vô địch
  - 2002-2003 Cúp bóng đá Hà Lan
- Á quân
  - 2001-2002 Cúp bóng đá Hà Lan
- Chiếc giày vàng Hà Lan
  - 2003

 Feyenoord
- Vua phá lưới Giải vô địch bóng đá Hà Lan
  - 2004-2005
- Cầu thủ hay nhất Hà Lan
  - 2005-2006

 Liverpool FC
- Á quân
  - 2006-2007 UEFA Champions League

Đội tuyển quốc gia
- Á quân: World Cup 2010
- Hạng ba: World Cup 2014